# Američka deklaracija o neovisnosti
Američka deklaracija o neovisnosti (engl. The Declaration of Independence) je deklaracija koju je u Philadelphiji potpisalo 13 dotadašnjih britanskih kolonija u Novom svijetu, čime su proglasile svoju nezavisnost i objasnile svoje razloge za to. U Deklaraciji je istaknuto pravo na revoluciju, tj. načelo da je pravo i dužnost svakog naroda da smijeni ili silom izbaci tiransku vlast koja ga tlači. Potvrđena je od Kongresa 4. srpnja 1776. godine te je Deklaracija postala konstitutivni akt SAD-a, tj. njihov prvi ustavni akt. Taj dan se u SAD-u slavi kao Dan neovisnosti. Velika Britanija je priznala nezavisnost svojih bivših kolonija 3. rujna 1783. Četvrtog srpnja u SAD-u slavi se Dan neovisnosti, jer je toga dana 1776. godine izglasana slavna Deklaracija neovisnosti, kojom su se američke države odvojile od Velike Britanije. U vrijeme potpisivanja Deklaracije, Sjedinjene Države sastojale su se od 13 kolonija, pod vladavinom engleskog kralja Georgea III. Kako je nezadovoljstvo u kolonijama, zbog plaćanja poreza Engleskoj, bilo sve veće i glasnije, engleski je kralj, u pokušaju da pobunu uguši, u njih uputio dodatnu vojsku. Godine 1774., trinaest je kolonija poslalo svoje delegate u Philadelphiju, sa zadaćom da osnuju Prvi kontinentalni kongres. Delegati Engleskom nisu bili zadovoljni, ali još joj nisu bili spremni objaviti rat.
-“The British are coming, the British are coming”, bile su riječi kojima je Paul Revere, jašući ulicama Concordea, u Massachusettsu, u noći 18. travnja 1775. godine, upozorio o napredovanju britanske vojske ka tom gradu. Pucnji koji su odjeknuli u Concordeu  najavili su početak rata za neovisnost (1775. – 1783.).
U svibnju iduće, 1776. godine, kolonije su ponovno poslale svoje delegate u Philadelphiju, na Drugi kontinentalni kongres. Kongres je tijekom cijele prethodne godine pokušavao riješiti razlike s Engleskom. U lipnju 1776. postalo je jasno da su njihovi napori beznadni i imenovan je odbor za sastavljanje Deklaracije o neovisnosti. U njega su ušli John Adams, Benjamin Franklin, Robert Livingston, Roger Sherman i Thomas Jefferson. Mladom, ali elokventnom Jeffersonu bila je povjerena uloga sastavljanja Deklaracije, zbog njegove “izuzetne lakoće izraza”.Potkraj lipnja, prvi je nacrt Deklaracije bio podnesen, sljedećih su dana unesene neke promjene i kasno poslijepodne 2. srpnja, održano je glasovanje. Od 13 kolonija, dvanaest je glasovalo “za”, uključujući Pennsylvaniju, South Carolinu i Delaware, koje su nešto ranije, iz različitih razloga, glasovale “protiv”, jedino New York  nije imao dozvolu glasovati “za”  pa se njegova delegacija suzdržala (dopuštenje od Pokrajinskog kongresa New Yorka  dobit će tek tjedan dana kasnije). Četvrtog srpnja 1776., više od godinu dana nakon početka rata za nezavisnost, Deklaracija je bila usvojena. John Hancock, predsjednik Kontinentalnog kongresa, dao je službeni potpis na rukom pisani tekst, velikim, lijepo ispisanim slovima, kako bi ih, rekao je Hancock, “kralj George mogao čitati i bez naočala!” Dva dana kasnije, 6. srpnja, Philadelphia Evening Post  prvi je objavio tekst Deklaracije. Još dva dana kasnije, 8. srpnja, ona je, uz oduševljene poklike i zvonjavu zvona, dva puta bila javno pročitana na filadelfijskom trgu koji otada i nosi ime “Independence Square ”. Iako puno potpisivanje Deklaracije nije bilo dovršeno sve do kolovoza, četvrti je srpanj određen kao službeni datum njena potpisivanja i već iduće, 1777. godine, Amerika je slavila svoj prvi rođendan upravo tog dana srpnja.

## Dodatno
Jeffersonovo nasljeđe, epitaf nastranu, i jest trostruko. Prvo, artikulirao je mit agrarnog raja Novog svijeta koji maštu nacije hrani i inspirira još od tih davnih dana. Na gradove i industriju Jefferson  je gledao jednako podozrivo kao i na autokraciju! Njegov drugi najveći doprinos bila su - prava država. Koncept nije bio njegov, ali on mu je dao pečat svog, velikog autoriteta. Treći Jeffersonov dar Americi, onaj koji je i sam priznavao, bio je dokument kojim su definirana vodeća načela zemlje. Kao glavni autor tog dokumenta, Jefferson, kako je sam rekao, nije težio za originalnošću, već za “zdravim razumom”. Ta, naizgled skromna, procjena njegove zadaće odražavala je vjeru prosvjetiteljstva u ljudski razum.Veći dio Deklaracije o neovisnosti sastoji se od niza pritužbi i prigovora britanskoj kruni. Dva najšira poteza kistom povučena su jedan na kraju, gdje kolonije hrabro objavljuju svoju neovisnost, i jedan na početku, gdje Jefferson definira narodnu vladu. Započinje slavnim “KAD, tijekom čovječanskih zbivanja postane nužno za koji narod raskinuti političke sveze što su ga vezivale uz drugi….”, kojima, u biti, kaže: Spremni smo “petama dati vjetra”, a sad ćemo vam reći i zašto, a za njom slijedi ona, jedna od najpoznatijih rečenica u engleskom jeziku, s najsnažnijim i najvažnijim riječima u američkoj povijesti, i onaj, s punim pravom, najčešće citirani dio Deklaracije – Jeffersonova prekrasno sročena, razborita obrana “samorazumljivih istina”: “MI držimo ove Istine samorazumljivim: svi su ljudi stvoreni jednakima i obdareni od svojeg Tvorca određenim neotuđivim pravima, među kojima su život, sloboda i potraga za srećom. Radi očuvanja tih prava vlast se uspostavlja među ljudima, što izvodi svoje pravedne ovlasti iz suglasnosti onih kojima vlada, a kad god bilo koji oblik vlasti postane razoran za te ciljeve, tada je pravo građana izmijeniti je ili napustiti i uspostaviti novu vlast, što će se temeljiti na tim načelima i ustrojiti svoje ovlasti u takvom obliku kakav im izgleda najprikladnijim za ozbiljenje njihove sigurnosti i sreće.” Ukratko, ono što je Jefferson htio reći - ako vlada ne odgovara i ne služi vašim potrebama, možete je se riješiti i postaviti drugu! To je shvaćanje možda bilo “samorazumljivo” Thomasu Jeffersonu, ali ne i njegovim suvremenicima. I doista, povijesni značaj američkog rata za neovisnost i jest u tome što je te radikalne ideje iskušavao u žestini bitke. Istina je i to da je potreban bio još jedan rat – građanski, kako bi i crnci dospjeli u rubriku “svi ljudi”.  I još 50 godina da se slome muške predrasude, da među “sve ljude”  budu uključene i žene. Ali određivanje modela, zasluga je Thomasa Jeffersona! Uzvišenim, nezaboravnim riječima i frazama Jefferson je izrazio uvjerenja u umovima i srcima američkog naroda. Političku filozofiju deklaracije iznijeli su, još prije Jeffersona, engleski filozof i empirist John Locke i neki drugi europski filozofi. Ono što je Jefferson  učinio – sažeo je tu filozofiju u “Samorazumljive Istine”  i razložio zamjerke i pritužbe kralju kako bi pred svijetom opravdao kidanje veza između matične zemlje i kolonija.
Abraham Lincoln je, kasnije, Deklaraciju smatrao temeljem svoje političke filozofije i govorio da je ona izjava načela  putem kojih treba interpretirati Ustav Sjedinjenih Američkih Država. Američka Deklaracija o neovisnosti nadahnula je borbu za prava marginaliziranih naroda diljem svijeta.
Deklaracija je gotovo doslovno preuzimala formulacije velikog filozofa Johna Lockea, a sama je nadahnula Deklaraciju o ljudskim pravima iz Francuske revolucije.

## Zemlje potpisnice
Ovo je popis tadašnjih kolonija koje su potpisale deklaraciju:
1. New Hampshire
2. Massachusetts
3. Rhode Island
4. Connecticut
5. New York
6. New Jersey
7. Pennsylvania
8. Delaware
9. Maryland
10. Virginia
11. North Carolina
12. South Carolina
13. Georgia

## Tekst deklaracije
˝Deklaracija neovisnosti Kongres, 4. Srpnja 1776. godine
Jednoglasna Deklaracija 13 ujedinjenih država Amerike
Kada tijekom ljudske povijesti postane neophodno za jedan narod da raskine političke sprege koje su ga povezivale s drugim, i preuzme odvojeno i ravnopravno mjesto među moćima na zemlji, na koje mu zakoni prirode i Prirodnog Boga daju pravo, dužno poštovanje mišljenja čovječanstva od njega zahtijeva da objavi razloge koji ga nagone na odvajanje. Mi smatrano ove istine očiglednim: da su svi ljudi stvoreni jednaki, da su obdareni od strane njihovog Tvorca određenim neotuđivim pravima, među kojima su život, sloboda i težnja za srećom. – U cilju osiguravanja ovih prava, vlade ustanovljene među ljudima, izvode svoje zakonite moći iz suglasnosti onih nad kojima se vlada. – Ako ikada ijedan oblik vlade postane prepreka ostvarivanju ovih ciljeva, pravo je naroda da ga promjeni ili ukine, da ustanovi novu vladu, koja će ležati na temeljima takvih načela, i organizirati svoje moći tako da najbolje utiče na narodnu sigurnost i sreću. Razboritost će, zaista, zahtijevati da davno ustanovljene vlade ne bi trebalo mijenjati zbog nebitnih i prolaznih razloga; tako je i sve iskustvo pokazalo da su ljudi više raspoloženi da trpe kada su zla podnošljiva, nego da uklone nepravdu ukidanjem oblika (vlasti) na koje su navikli. Ali kada se dugi niz zloupotreba i uzurpacija, narušavajući stalno isti objekt, ispoljava kao namjera dovođenja ljudi pod apsolutni despotizam, pravo je ovih ljudi, njihova je dužnost, da zbace takvu vladu, i uspostave nove čuvare svoje buduće sigurnosti. – Takva je bila strpljiva patnja ovih kolonija, takva je sada potreba koja ih prisiljava da promjene svoj raniji oblik vlasti. Prošlost sadašnjeg kralja Velike Britanije povijest je neprekidnih povreda i uzurpacija koje za svoj direktni cilj imaju uspostavljanje apsolutne tiranije nad ovim državama. Da bismo to dokazali, treba izložiti iskrenome svijetu ove činjenice: Odbacio je njihovu suglasnost zakonima, najkorisniju i najneophodniju za opće dobro. Zabranio je njihovim guvernerima da usvajaju zakone od neposredne i hitne važnosti, ili je suspendirao njihovo djelovanje do njegovog pristanka. Oni tako suspendirani ostaju, jer on potpuno zanemaruje da se njima pozabavi. Odbio je usvojiti ostale zakone o naseljavanju velikog broja ljudi, sem ako bi se ti ljudi odrekli prava na predstavljanje u zakonodavnom tijelu, prava koje je za njih neprocjenjivo, a opasno i strašno samo tiraninu. Sazivao je zakonodavna tijela na mjestima neuobičajenim, neudobnim i dalekim od mjesta čuvanja njihovih javnih akata, u cilju zamaranja radi povinovanja njegovim mjerama. Više puta je raspustio Predstavničke domove, zbog izuzetno čvrstog protivljenja njegovim napadima na ljudska prava. Odavno je odbijao da poslije takvog raspuštanja drugi budu izabrani, čime su se neuništive zakonodavne moći vratile cjelokupnom narodu na raspolaganje. Država je, u međuvremenu, bila izložena svim opasnostima od invazije izvana, i potresima iznutra. Nastojao je spriječiti naseljavanje ovih država; i u tu svrhu vršio opstrukciju Zakona o primanju stranaca u državljanstvo; odbijajući usvojiti druge zakone koji bi ohrabrili njihove migracije ovamo i podižući nivo uvjeta za novo prisvajanje zemlje. Vršio je opstrukciju nad Ministarstvom pravde, odbijajući da dâ pristanak na zakone o uspostavljanju sudstva. Načinio je sudce ovisnim samo od njegove volje, određujući njihove javne položaje, kao i iznos i isplatu njihovih plaća. Stvorio je mnoštvo novih javnih položaja i poslao ovamo gomile službenika da zlostavljaju naš narod i proždiru njegovo bogatstvo. U miru držao je među nama stajaće vojske bez suglasnosti našeg zakonodavstva. Utjecao je na to da se vojsci pruži nezavisnost od građanske moći i nadmoć nad njom. Udružio se s drugima da nas potčini sudstvu stranom našem ustavu i nepoznatom našim zakonima, dajući svoj pristanak njihovim aktima navodne zakonitosti: Za razmještanje velikog broja naoružanih trupa među nama; Za njihovu zaštitu, lažnim suđenjem, od kazne za bilo koje ubojstvo koje bi počinili nad stanovnicima ovih država; Za presjecanje naših trgovačkih veza sa svim krajevima svijeta; Za nametanje poreza bez naše suglasnosti; Za često uskraćivanje naše koristi od suđenja pred porotom; Za prevoženje naših stanovnika preko mora, da bi im se sudilo zbog navodnih prekršaja; Za ukidanje slobodnog sistema engleskih zakona u susjednoj Provinciji, uspostavljanje arbitrarne vlasti na tom mjestu i uvećavanje granica takve vlasti; čime se ujedno daje primjer i pogodno sredstvo za uvođenje istog apsolutnog pravila u ovim Kolonijama; Za oduzimanje naših povelja, ukidanje naših najvrijednijih zakona, i korjenito mijenjanje oblikâ naših vlada; Za suspendiranje naših zakonodavnih tela i proglašavanje vlastitih ovlaštenim da u ma kojim slučajevima donose zakone u naše ime. Odrekao se ovdašnje vlade, objavljujući da smo izvan njihove zaštite i pokrenuvši rat protiv nas. Pljačkao je naša mora, pustošio naše obale, spaljivao naše gradove, uništavao živote našeg naroda. On u ovom trenutku prevozi ogromnu vojsku stranih najamnika da završi posao smrti, pustošenja i tiranije, koji je već započet pod okolnostima surovosti i podmuklosti čemu jedva mogu da pariraju najbarbarskija doba. Kao takav, on je potpuno nedostojan biti na čelu civiliziranog naroda. Prinudio je naše sunarodnjake, zarobljene na morima, da podignu ruku na svoju zemlju, da postanu dželati svoje braće i prijateljâ. Podigao je unutrašnje pobune među nama i nastojao da na naseljenike naših prostora podigne nemilosrdne divlje Indijance, čije je poznato pravilo rata uništavanje koje ne zna ni za godine, ni za pol, ni za uslove. Na svakom stupnju ovih ugnjetavanja mi smo za obeštećenje molili na najponizniji način: na naše molbe odgovoreno je samo stalnim povredama. Onaj princ čiji je karakter određen svim djelima svojstvenim tiraninu, nepogodan je da bude vladar slobodnog naroda. Nismo podbacili ni u obraćanjima našoj britanskoj braći. Upozoravali smo ih, s vremena na vreme, na pokušaje njihovog zakonodavstva da proširi neopravdanu nadležnost na nas. Podsjetili smo ih na okolnosti našeg iseljavanja i naseljavanja ovdje. Obraćali smo se njihovoj urođenoj pravdi i velikodušnosti, i preklinjali ih vezama zajednička roda da se odreku uzurpacija koje bi neizbježno prekinule naše veze i korespondenciju. Oni su bili gluhi za glas pravde i jednakosti po krvi. Prema tome, mi se moramo suočiti s neminovnošću osude našeg otcjepljenja i smatrati ih, kao što smatramo ostatak čovječanstva, neprijateljima u ratu, prijateljima u miru. Dakle, mi se kao predstavnici ujedinjenih država Amerike, okupljeni na generalnoj skupštini, obraćamo najvišem sudu svijeta: naše su namjere čestite i iskrene i sprovodimo ih u ime i pod autoritetom dobrog naroda ovih kolonija; svečano objavljujemo i izjavljujemo, da ove ujedinjene kolonije imaju pravo biti slobodne i neovisne države, i da one to jesu, da su one oslobođene svake vjernosti britanskoj Kruni i da sve političke veze između njih i države Velike Britanije, jesu i moraju biti u cijelosti raskinute, da, kao slobodne i nezavisne države, imaju punu moć da vode rat, zaključuju mir, sklapaju saveze, uspostavljaju trgovinu, da donose sve odluke i čine sve ostalo što nezavisne države imaju pravo činiti. I u cilju podrške ovoj Deklaraciji, sa snažnim oslanjanjem na zaštitu od strane božanskog proviđenja, obećavamo jedni drugima naše živote, našu sreću i našu svetu čast.˝